# Orecchio musicale
Si definisce orecchio musicale la capacità di comprendere e cogliere, unicamente attraverso il senso dell'udito (quindi senza riferimenti, come ad esempio spartiti, notazioni di accordi o simili), la composizione della musica nel suo insieme, o solo determinati aspetti (quali ad esempio la linea melodica, gli accordi, il ritmo, ecc.): questa abilità permette di decifrare un costrutto musicale o singole parti di esso, e di essere quindi in grado di riprodurlo in modo sostanzialmente fedele.
L'orecchio musicale è una facoltà che in alcune persone si presenta innata (manifestandosi talvolta come orecchio assoluto), mentre in altre necessita di essere sviluppata con il tempo, l'ascolto e l'esercizio. Esistono diversi software gratuiti o a pagamento per facilitare lo sviluppo e il perfezionamento della sensibilità musicale e dell'orecchio musicale: EarMaster e Solfège tra gli altri.
È in ogni caso di grande aiuto nello studio e nell'apprendimento di nuove composizioni, in quanto l'affinamento di questa capacità avviene a prescindere dallo studio teorico della musica.
L'orecchio musicale comprende diverse abilità, più o meno sviluppate, che sarebbe meglio per un musicista possedere a un buon livello:
- Orecchio assoluto: è la capacità di riconoscere col solo udito, senza quindi riferimenti o aiuti esterni, l'altezza di una nota, e quindi di riconoscere facilmente le note che compongono melodie e accordi, oltre che di riconoscere le tonalità in cui le melodie sono create e infine riprodurle fedelmente senza bisogno di spartiti. È una questione di distinguere le differenze tra i suoni percepiti dall'orecchio ad altezze diverse (il Si avrà un certo suono in qualsiasi ottava sia suonato; lo stesso vale per l'accordo, per esempio, di Fa, la scala, altro esempio, di Do maggiore, ecc.), caratteristica alla quale difficilmente si fa caso e che risulta assolutamente irriconoscibile da chi non abbia un minimo di talento per la musica. Tale abilità si manifesta normalmente in modo innato già in età infantile, non si sa se per motivi ereditari o educativi, ma nella maggior parte dei musicisti questa capacità può essere allenata nel tempo con buoni o ottimi risultati, in quanto le caratteristiche sonore che permettono di riconoscere note, accordi e tonalità sembrano essere alla base della percezione e sensibilità musicale e quindi presenti in tutti gli individui con attitudine naturale alla musica.
- Orecchio relativo: è la capacità di riconoscere al primo ascolto gli intervalli tra una nota e l'altra, ovvero la distanza in termini di semitoni tra le note, solo grazie al suono che esse producono. In particolare, un individuo con orecchio relativo sa distinguere tali intervalli sia "melodicamente", ossia tra note suonate in successione, sia "armonicamente", ossia suonate nello stesso istante, permettendo così di riconoscere la natura degli accordi (maggiore, minore, di settima, diminuito, ecc.) al primo ascolto. Tale capacità è ovviamente solo apprendibile e non innata, in quanto i nomi e la natura di intervalli e accordi dipende dalla struttura della nostra musica, ed è quindi peculiare della nostra cultura musicale, anche se certi intervalli (in particolare terza maggiore e quinta giusta) suonano molto armoniosi e naturali al nostro orecchio.
- Senso del ritmo: è la capacità di riconoscere la velocità, il tempo e le battute con i quali è suonata una determinata melodia. È ciò che ci permette di distinguere la polka dal cha cha cha o dal punk rock o dalla techno, ed è l'abilità più comune tra le tre. Non è assolutamente un'abilità innata, forse è quella che maggiormente può essere migliorata con specifici esercizi, e non può assolutamente mancare a un qualsiasi musicista.

Orecchio assoluto e relativo non sono comunque necessari a un buon musicista in modo rigoroso: un artista può raggiungere livelli elevati senza mai "teorizzare" tali abilità, e quindi rifacendosi solamente alla sua percezione (un compositore può comporre melodie straordinarie senza sapere con precisione a mente che suono abbiano un Do o un accordo minore, ma semplicemente suonando e affidandosi alla propria sensibilità musicale). Esse, comunque, sono sempre presenti, in modo più o meno inconscio, in tutti i musicisti.
Si tratta di uno strumento di grande vantaggio per tutti i tipi di musicisti, in particolare quando durante una esecuzione sono previste parti di improvvisazione o assoli estemporanei. Numerosi musicisti e gruppi (anche molti tra quelli che hanno fatto la storia della musica popolare) hanno imparato a suonare "a orecchio", ovvero ascoltando e allenando la propria sensibilità (il proprio "orecchio") a riconoscere e riprodurre la struttura della musica tramite la sperimentazione e la prova a errori.
La mancanza di orecchio musicale è detta amusia.
Mediamente un essere umano è in grado di distinguere, tra due note, una differenza di 1/2 tono. Con l'allenamento e l'abitudine all'utilizzo di questa determinata facoltà si può giungere alla distinzione quasi impercettibile di 1/8 di tono .